# Smøla
Smøla è un comune norvegese della contea di Møre og Romsdal.